# Elisabeth Soffé
Elisabeth Soffé (* 15. März 1888 in Brünn; † 28. Februar 1966 in Salzburg) war eine deutschmährische, tschechoslowakische und österreichische Schriftstellerin.

## Leben und Wirken
Sie wurde als Tochter des Literaturhistorikers Emil Soffé geboren, maturierte 1906 und unterrichtete von 1908 bis 1938 in Brünn, zuletzt als Fachlehrerin an einer Bürgerschule. Die schriftstellerische Tätigkeit begann mit der Publikation von Reiseberichten, Gedichten und Essays in diversen Zeitungen und Zeitschriften. Ab 1938 war sie freie Autorin. Nach ihrer Vertreibung kam sie nach Salzburg, wo sie kurzfristig als Hauptschullehrerin, überwiegend aber als Autorin tätig wurde. Sie war Mitglied des Schriftstellervereins für Mähren und Schlesien sowie der Eichendorff-Gesellschaft und der Innviertler Künstlergilde.

## Schriften
- Eine Ferienreise (1907)
- Auf deutscher Erde (1910)
- Ziel im Osten (1943)
- Das Herz adelt den Menschen (1948)
- Die stille Größe (1954)
- Der ungekrönte König (1959)
- Gedichte (1961)
- Heimat meines Herzens (1966)